# Blitopertha nigripennis
Blitopertha nigripennis är en skalbaggsart som beskrevs av Edmund Reitter 1888. Blitopertha nigripennis ingår i släktet Blitopertha och familjen Rutelidae. Inga underarter finns listade.